# Chaetomitrium aneitense
Chaetomitrium aneitense är en bladmossart som beskrevs av Brotherus och William Walter Watts 1915. Chaetomitrium aneitense ingår i släktet Chaetomitrium och familjen Hookeriaceae. Inga underarter finns listade i Catalogue of Life.